# Pseudonympha schultzei
Pseudonympha schultzei is een vlinder uit de onderfamilie Satyrinae van de familie Nymphalidae. De wetenschappelijke naam van de soort is voor het eerst geldig gepubliceerd in 1910 door Karl Grünberg.